# Calyptella crateriformis
Calyptella crateriformis är en svampart som först beskrevs av Narcisse Theophile Patouillard, och fick sitt nu gällande namn av W.B. Cooke 1961. Calyptella crateriformis ingår i släktet Calyptella och familjen Marasmiaceae.   Inga underarter finns listade i Catalogue of Life.